# Petr Garabík
Petr Garabík (ur. 1 stycznia 1970 w Jesioniku) – czeski biathlonista, srebrny medalista mistrzostw świata.

## Kariera
Pierwszy sukces w karierze osiągnął w 1989 roku, kiedy wraz z kolegami z reprezentacji Czechosłowacji zdobył srebrny medal w biegu drużynowym podczas mistrzostw świata juniorów w Voss.
W Pucharze Świata zadebiutował 15 grudnia 1988 roku w Les Saisies, kiedy zajął 29. miejsce w biegu indywidualnym. Pierwsze punkty (do sezonu 2000/2001 punktowało 25. najlepszych zawodników) zdobył 16 grudnia 1989 roku w Obertilliach, zajmując 25. miejsce w sprincie. Na podium zawodów tego cyklu jedyny raz stanął 15 stycznia 1994 roku w Ruhpolding, kończąc rywalizację w sprincie na drugiej pozycji. W zawodach tych rozdzielił Włocha Patricka Favre i Olega Ryżenkowa z Białorusi. Najlepsze wyniki osiągnął w sezonie 1993/1994, kiedy zajął 15. miejsce w klasyfikacji generalnej.
Na mistrzostwach świata w Anterselvie w 1995 roku wspólnie z Romanem Dostálem, Jiřím Holubcem i Ivanem Masaříkiem zdobył srebrny medal w biegu drużynowym. Był też między innymi piąty w tej samej konkurencji podczas mistrzostw świata w Canmore w 1994 roku i ósmy w sprincie na mistrzostwach świata w Ruhpolding dwa lata później.
W 1994 roku wystartował na igrzyskach olimpijskich w Lillehammer, gdzie zajął 11. miejsce w biegu indywidualnym, 21. w sprincie i 12. w sztafecie. Na rozgrywanych cztery lata później igrzyskach w Nagano zajął 56. miejsce w biegu indywidualnym, 53. miejsce w sprincie i 14. w sztafecie. Brał też udział w igrzyskach olimpijskich w Salt Lake City w 2002 roku, plasując się na 25. pozycji w biegu indywidualnym, 47. w sprincie i piątej w sztafecie.

## Osiągnięcia

### Igrzyska olimpijskie
| Rok  | Miejscowość    | Konkurencje | Konkurencje | Konkurencje | Konkurencje | Konkurencje | Konkurencje | Konkurencje |
| Rok  | Miejscowość    | IN          | SP          | PU          | MS          | RL          | MR          | SR          |
| ---- | -------------- | ----------- | ----------- | ----------- | ----------- | ----------- | ----------- | ----------- |
| 1994 | Lillehammer    | 11.         | 21.         | nd.         | nd.         | 12.         | nd.         | –           |
| 1998 | Nagano         | 56.         | 53.         | nd.         | nd.         | 14.         | nd.         | –           |
| 2002 | Salt Lake City | 25.         | 47.         | DNS         | nd.         | 5.          | nd.         | –           |

### Mistrzostwa świata
| Rok  | Miejscowość      | Konkurencje | Konkurencje | Konkurencje | Konkurencje | Konkurencje | Konkurencje | Konkurencje |
| Rok  | Miejscowość      | IN          | SP          | PU          | MS          | RL          | MR          | SR          |
| ---- | ---------------- | ----------- | ----------- | ----------- | ----------- | ----------- | ----------- | ----------- |
| 1992 | Nowosybirsk      | nd.         | nd.         | nd.         | nd.         | nd.         | nd.         | –           |
| 1993 | Borowec          | 35.         | –           | nd.         | nd.         | 12.         | nd.         | –           |
| 1994 | Canmore          | nd.         | nd.         | nd.         | nd.         | nd.         | nd.         | –           |
| 1995 | Anterselva       | 23.         | 15.         | nd.         | nd.         | –           | nd.         | –           |
| 1996 | Ruhpolding       | 15.         | 8.          | nd.         | nd.         | 12.         | nd.         | –           |
| 1997 | Osrblie          | –           | –           | –           | nd.         | 15.         | nd.         | –           |
| 1999 | Kontiolahti/Oslo | 46.         | 28.         | 33.         | –           | 15.         | nd.         | –           |
| 2000 | Oslo/Lahti       | 16.         | 42.         | 16.         | 24.         | 7.          | nd.         | –           |
| 2001 | Pokljuka         | 69.         | 41.         | 48.         | –           | 14.         | nd.         | –           |
| 2003 | Chanty-Mansyjsk  | 13.         | –           | –           | –           | 6.          | nd.         | –           |
| 2004 | Oberhof          | 64.         | 50.         | 34.         | –           | 8.          | nd.         | –           |
| 2005 | Hochfilzen       | 44.         | –           | –           | –           | –           | nd.         | –           |

### Puchar Świata

#### Miejsca w klasyfikacji generalnej
| Sezon     | Miejsce |
| --------- | ------- |
| 1988/1989 | -       |
| 1989/1990 | 71.     |
| 1990/1991 | 41.     |
| 1991/1992 | 54.     |
| 1992/1993 | 39.     |
| 1993/1994 | 15.     |
| 1995/1996 | 33.     |
| 1996/1997 | 56.     |
| 1997/1998 | 48.     |
| 1998/1999 | 38.     |
| 1999/2000 | 25.     |
| 2000/2001 | 35.     |
| 2001/2002 | 41.     |
| 2002/2003 | 52.     |
| 2003/2004 | 63.     |
| 2004/2005 | 65.     |

#### Miejsca na podium chronologicznie
| Lp. | Dzień       | Rok  | Miejscowość | Konkurencja     | Lokata | Pudła | Czas biegu | Strata | Zwycięzca     |
| --- | ----------- | ---- | ----------- | --------------- | ------ | ----- | ---------- | ------ | ------------- |
| 1.  | 15 stycznia | 1994 | Ruhpolding  | Sprint na 10 km | 2.     | 0+0   | 28:05,1    | +10,0  | Patrick Favre |